# Сліди з Трахілосу

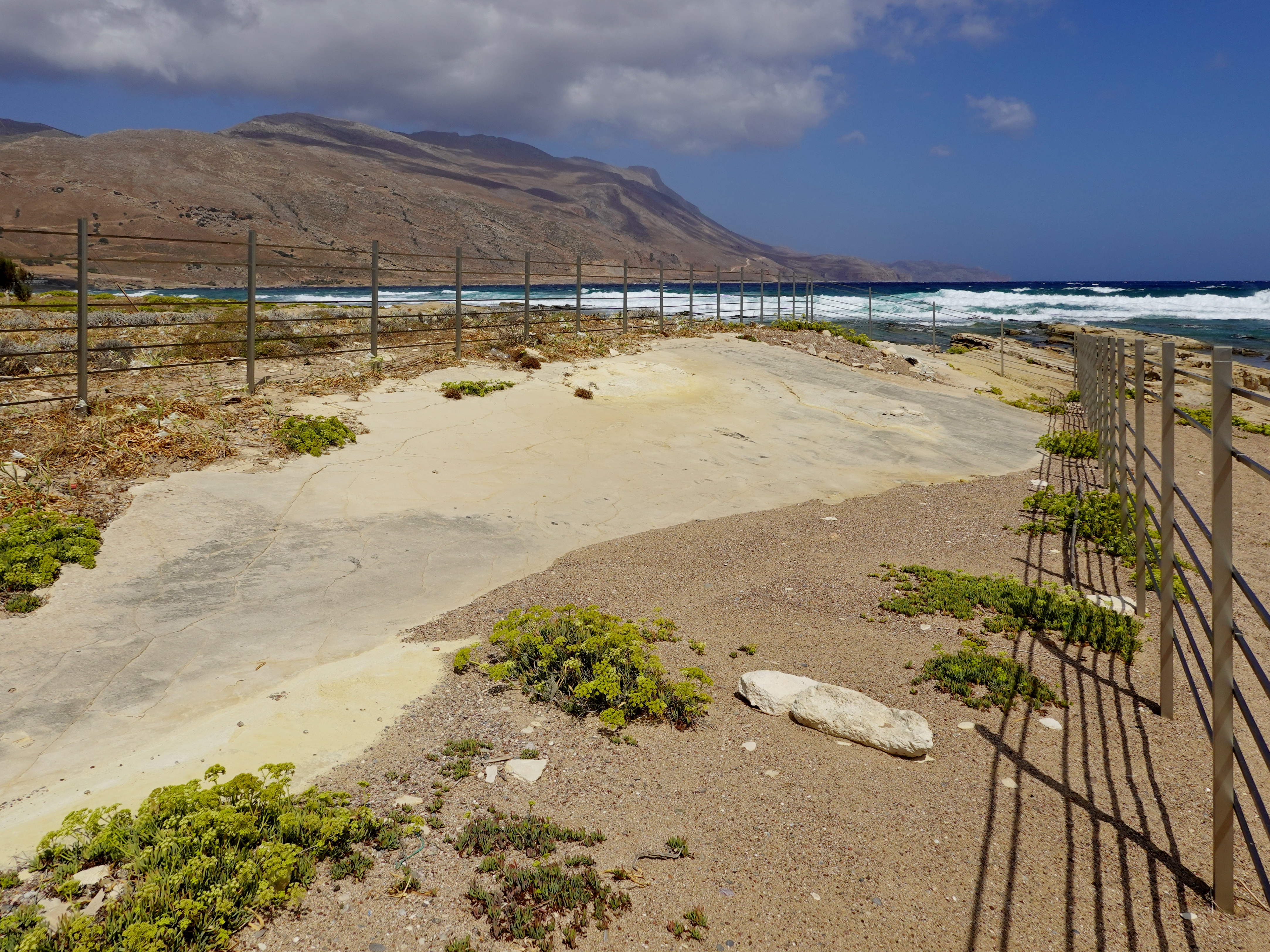
Скеля зі слідами

Сліди з Трахілосу — це сліди істоти, що мають характеристики, схожі на людські, з пізнього міоцену, знайдені на заході Криту біля села Трахілос, на захід від Кіссамоса, у номі Ханья. За описом дослідників, сліди залишила принаймні одна людиноподібна істота або невідомий примат. Пласт, у якому знайшли сліди, був оцінений як такий, що має близько 5,7 млн років, тобто є давнішим за раніше знайдені найстарші сліди людиноподібних на 2 млн років. Дослідники слідів припускають, що це може означати можливість еволюції людиноподібних поза Африкою, всупереч існуючим гіпотезам.

## Відкриття та опис
Сліди були знайдені Герардом Даріушем Ґєрлінскі у 2002 році. Відвідуючи Трахілос, Ґєрлінскі натрапив на сліди й, не плануючи залишатися у цьому місці, задокументував їх для подальшого дослідження. У 2010 році він повернувся до Трахілоса з іншими дослідниками та детально вивчив сліди.
Сліди були датовані відповідно до віку кам'янистої основи, переважно осадового походження, та форамініфер. У дослідженні стверджується, що «прибережні скелі у Трахілосі розміщені в межах низовини Платаноса і мають вигляд мілководних морських утворень карбонатів та силікатів з пізнього Міоцену[…] На горі, ці морські утворення різко переходять у грубозернисті осадові породи групи Еллініко». Продовжуючи дослідження, вчені дійшли висновку, що осадові породи мали б бути сформовані близько 5,6 млн років тому, протягом мессінського піка солоності. Дослідники також виявили сліди форамініфер, датовані від 8,5 до 3,5 млн років тому. Беручи до уваги датування осадових порід та зразків форамініфер, науковці виділили інтервал від 8,5 до 5,6 млн років тому. Зважаючи на те, що кам'янисті відклади зі слідами схожі на еллініконські мінерали, приблизний вік відбитків було визначено в межах цього інтервалу як 5,7 млн років.
Вимірюванням відбитків було встановлено, що їх довжина складає від 94 до 223 мм. Сліди спрямовані у напрямку південного заходу. Відбитки мають чіткі характерні заглибини, що нагадують структуру сліду сучасної людини розумної. Науковці також встановили наявність на відбитках п'яти пальців, що відносить їх до п'ятипалих, та відсутність кігтів. Оскільки на слідах не було видимих ознак відбитків передніх кінцівок, особу, що залишила сліди, визначили як двоногу. За допомогою 3D друку та лазерного сканування дослідники виявили заглиблення, які відповідають подушці стопи (ділянка між пальцями та аркою), великому пальцеві стопи, «викидам» грунту при ході та можливим невеликим проміжкам між великим та іншими пальцями. Погано збережені відбитки, однак, не мають таких проміжків. В одному керунку пальці стають все меншими, так, що ділянка пальців є дуже асиметричною. Відбиток великого пальця має вузьку шийку і цибулинну асиметричну дистальну подушку та вказує на більш розвинені пальці з внутрішнього боку. Морфометричний аналіз показує, що обриси слідів відрізняються від слідів сучасних приматів не-людей та нагадують сліди людини.
Знахідка, хоча й молодша за скам'янілі останки гомінідів таких як сахельантроп, знайдених у Чаді і датованих віком близько 7 млн років тому, потенційно суперечить загальноприйнятій зараз теорії, що усі ранні гомініди жили лише в Африці. Будова відбитків передбачає, що слідороб міг перебувати біля основ клади гомінідів, але оскільки Крит є доволі віддаленим від регіонів, де відомі останки передплейстоценових гомінід, дослідники вважають, що є також можливість, що вони представляють досі невідомих приматів з пізнього міоцену, у котрих кінцівки конвергентно еволюціонували так, що за будовою нагадували людські.

## Новини та суперечки
Коли Ґєрлінскі та його команда намагалися опублікувати дослідження, вони були різко розкритиковані, оскільки знахідка суперечила широко прийнятій гіпотезі розвитку ранніх гомінідів чи приматів лише в Африці. Згідно з дослідженням, сліди з Трахілосу могли бути залишені ранніми гомінідами чи приматами, що, внаслідок конвергентної еволюції, отримали стопу, схожу на людську. Однак, така теорія в даному випадку не має підтверджень, оскільки відсутні вагомі підстави припускати, що така «еволюція» може призвести до виникнення точних копій ознак чи копій цілих видів. Оскільки для даного випадку конвергентна еволюція не може бути підтримана на наукових підставах, існували сумніви чи відбитки взагалі є слідами. Це спричинилося до відмови багатьох наукових видань від публікації відкриття.
У інтерв'ю CBC News дослідники заявили, що, намагаючись опублікувати свою роботу про сліди у відомих виданнях, вони отримували «люто агресивні відповіді», критику та відмови від оглядачів та видавців. За словами команди Ґєрлінскі «властиво, це не була насправді експертна оцінка, вони просто намагалися закрити нам рота.». Після численних відмов інших видавців, дослідження врешті було опубліковане в журналі «Proceedings of the Geologists' Association.».
Незабаром після того, як дослідження «слідів з Трахілосу» було опубліковане, вісім відбитків були вирізані зі скелі та вкрадені. За відомостями сайту Protothema.gr, винуватець був шкільним вчителем, котрого пізніше заарештували в Кастелі (ном Ханья). Самі відбитки знайшли в його будинку та на фермі.